# Baumgartenschneid
Die Baumgartenschneid ist ein 1448 m ü. NHN hoher Berg in den Bayerischen Voralpen östlich über dem Tegernsee.

## Lage und Besteigungsmöglichkeiten
Der Anstieg auf den Gipfel ist eine einfache Bergwanderung, wobei vom Ort Tegernsee zwei Stunden für die 700 Höhenmeter Aufstieg und 1,5 Stunden für den Abstieg zu veranschlagen sind.
Auch von Rottach-Egern oder von Schliersee kann der Gipfel auf verschiedenen Wegen erreicht werden. Auf dem Anstiegsweg von Tegernsee bzw. Rottach-Egern zum Gipfel kommt man zunächst am Gasthaus Galaun 1060 m und dann am 1207 m hohen Felsen des Riederstein vorbei, auf dem die kleine Riedersteinkapelle steht. 
Der Gipfel ist auch ein im Winter beliebtes und leicht zu erreichendes Ziel.  Bei nicht zu hoher Schneelage sind keine Schneeschuhe erforderlich. Grödeln sind jedoch bei Vereisung empfehlenswert. 
Beim Ausblick vom Gipfelkreuz der Baumgartenschneid dominiert vor allem der Tegernsee. Auch sind die umliegenden Tegernseer Berge wie zum Beispiel der Wallberg, der Setzberg, die Kampen und der Fockenstein zu sehen. Im Osten beherrscht der Wendelstein den Ausblick. Nach Norden geht der Blick bei guter Sicht bis München. 

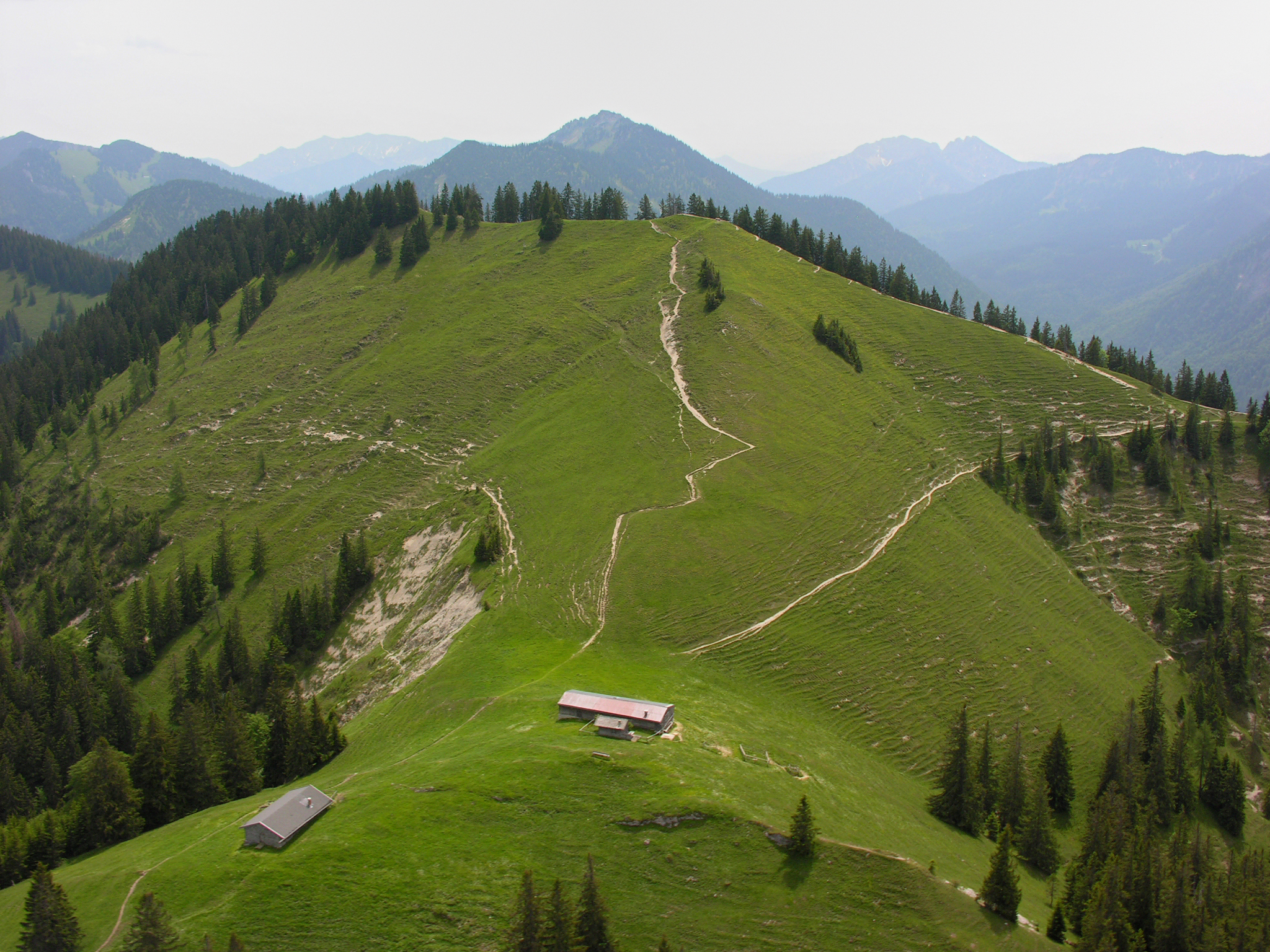
Die Baumgartenschneid mit Blick nach Süden